# Cuyuxquihui

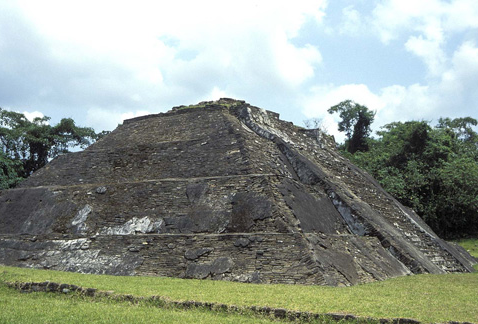
Tempelpyramide (Edificio I)

Cuyuxquihui war ein präspanisches Kultzentrum der Totonaken im heutigen mexikanischen Bundesstaat Veracruz.

## Lage
Die archäologische Stätte von Cuyuxquihui befindet sich etwa 22 km (Luftlinie) südöstlich des großen totonakischen Kultzentrums von El Tajín. Die nächstgelegene Stadt Papantla befindet sich etwa 30 km (Fahrtstrecke) nördlich.
 (Anfahrt: Von El Tajin bzw. Papantla in Richtung Südosten bzw. Süden bis zum Dorf El Chote; auf der MEX127 Richtung Osten; hinter der Brücke über den Río Tecolutla am Fluss entlang bis zum Dorf Paso del Correo – die archäologische Stätte von Cuyuxquihui liegt etwa 2 km südlich.)

## Geschichte
Die Bauten von Cuyuxquihui lassen sich der Periode der Postklassik (ca. 1200–1519) zuordnen; Spuren einer früheren Besiedlung des Platzes wurden bislang nicht entdeckt. In der Zeit um 1470 geriet die gesamte Region unter aztekischen Einfluss und wurde tributpflichtig; spätestens mit der Ankunft der Spanier in diesem Gebiet (um 1520/25) wurde die Kultstätte aufgegeben.

## Bauten

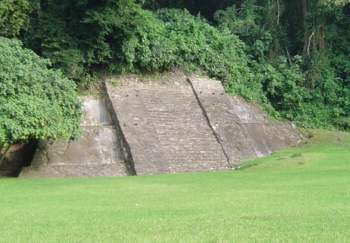
Tempelpyramide (Edificio II)

Die wichtigsten Bauten der etwa vier Hektar umfassenden Ruinenstätte sind drei bzw. vier Tempelpyramiden und ein etwa 72 m langer, aber nur 4 m breiter Ballspielplatz in ‚I‘-Form, dessen bis zu 2 m hohe Seitenmauern in Teilen erhalten sind. Die durch geradlinig verlaufende mittige Treppen zweigeteilten Baukörper der maximal etwa 15 m hohen Pyramiden sind mehrfach abgestuft; ihre Vorderseiten sind angeschrägt (talud). Reste des ehemals farbig gefassten Stucküberzuges sind noch vorhanden; bei den Ausgrabungsarbeiten wurden rote und blaue Farbspuren entdeckt. Die ehemals auf der Spitze befindlichen Tempel sind jedoch durch Naturkräfte – vielleicht auch durch Menschenhand – zerstört worden; nur die Grundmauern sind noch erkennbar.
- Edificio I: Vierfach abgestufte Pyramide mit Mitteltreppe
- Edificio II: Dreifach  abgestufte Pyramide mit Mitteltreppe; nur die Vorderseite ist freigelegt
- Edificio III: Erhöhter Bau mit großer Plattform, jedoch ohne Tempel
- Edificio IV und V: Zwillingskonstruktion mit dreifach gestuften Baukörpern; wahrscheinlich mit ehemaligen hölzernen Tempelaufbauten
- Juego de Pelota: Ballspielplatz mit langgestreckter ‚I‘-Form